# Manuel Martínez Iñiguez
Manuel Martínez Iñiguez (Guadalajara, 3 gennaio 1972) è un ex calciatore messicano, di ruolo centrocampista.